# サウスサンドウィッチ海溝
座標: 南緯55度25分44秒 西経26度11分29秒 / 南緯55.42889度 西経26.19139度

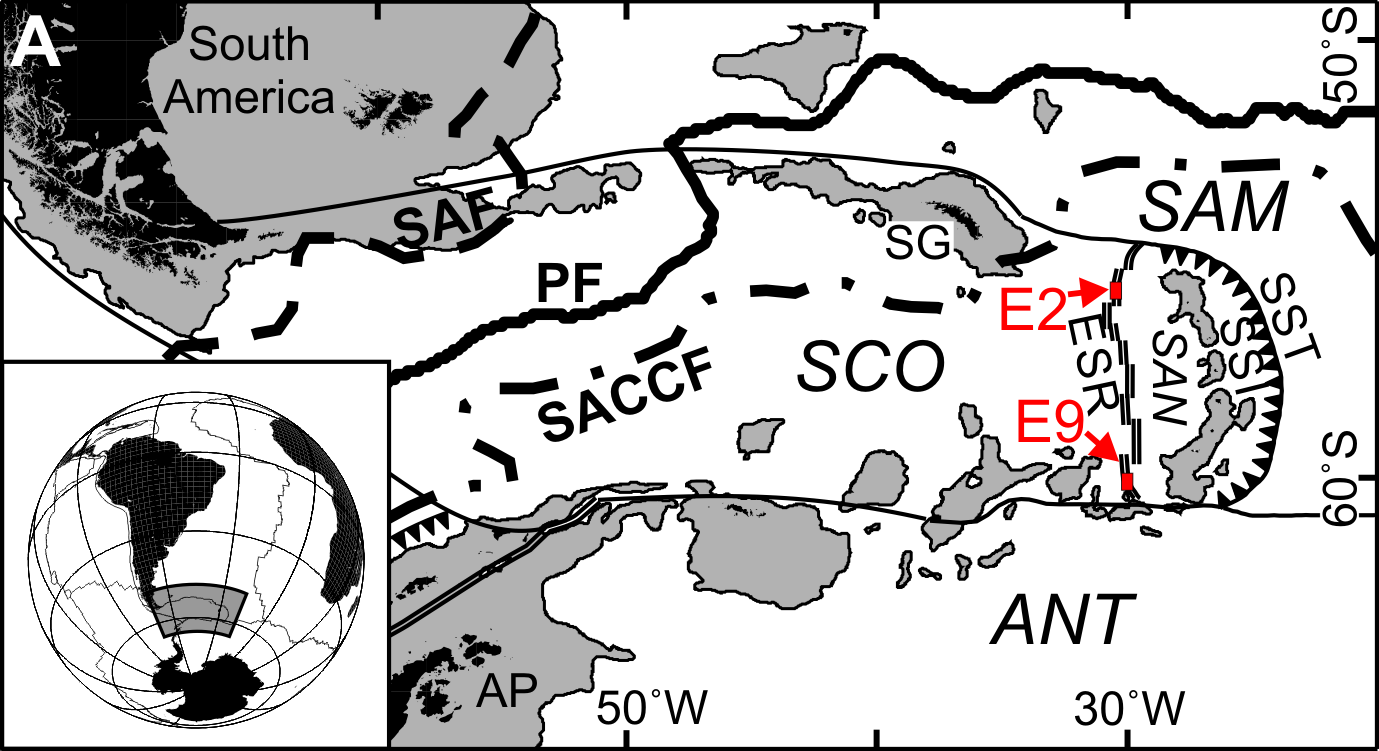
サウスサンドウィッチ海溝の位置（図の「SST」）。SCO：スコシアプレート、SAM：南アメリカプレート、ANT：南極プレート。
これまで南アメリカプレートはスコシアプレートに沈み込んでいたが、現在はスコシアプレート上に東スコシア海嶺（ESR）を生じて、新たに背弧海盆であるサウスサンドウィッチプレート（SAN）を広げつつ、島弧であるサウスサンドウィッチ諸島（SSI）の下に沈み込んでいる。

サウスサンドウィッチ海溝（サウスサンドウィッチかいこう、英: South Sandwich Trench）は、サウスサンドウィッチ諸島のおよそ100km東を南北に走る海溝。全長は約965km。

## 概要
南アメリカプレートがサウスサンドウィッチプレートに沈み込むことにより形成されている。最深部はサウスサンドウィッチ諸島北縁にあたるザボドフスキー島の北東122kmで、海面下8,266±13m。メテオ海淵と呼ばれている。大西洋ではプエルトリコ海溝に次いで深い。
2019年に測量船プレシャードロップによって詳しい調査が行われ、南緯60度以南での最深部(ファクトリアン海淵、海面下7,434±13m)やこれまで判明していなかった海山や海嶺などの存在が明らかになった。

## 地震
地震活動は活発で、この近辺を震源とする比較的大きい規模の地震も発生している。2013年にM7.3とM7.8、2014年にM7.2、2016年にM7.3とM7.4 、2017年にM6.8 、2019年にM6.6、2020年にM6.3 、2021年にM7.3 とM6.5、M7.5の地震が起きるなど、近年は特に地震活動が活発化している。特に2021年にM7.3を記録した地震では小規模だったものの、津波も観測されている。
また、2021年8月13日にM7.5を観測した地震のわずか3分後にM8.1の巨大地震が発生した。この地帯を震源とする地震としては1929年以来92年ぶりにM8.1を観測し、M7.5の地震が前震だった可能性がある。M8.1の本震の後も余震活動と見られる地震が非常に活発であり、M5〜6クラスの地震が多発している。最大余震と見られるM7.1の地震が同年8月16日に発生した。